# Ауст ап Кадуган
Ауст ап Кадуган (валл. Awst ap Cadwgan; 675 или 695—735) — правитель Брихейниога (примерно 720—735).

## Биография
Ауст — младший сын Кадугана, короля Диведа, Истрад-Тиви и Брихейниога. В 710 году его старший брат Райн наследовал своему отцу во всех владениях. В 720 году правитель Кередигиона Сейсилл ап Клидог захватил у Райна Истрад-Тиви и создал государство Сейсиллуг, таким образом отрезав друг от друга Дивед и Брихейниог. В 720 году Райн отправил своего брата Ауста править в Брихейниоге. В 730 году Райн умер и королём Диведа стал его старший сын Теудос. А другой сын (или же это один и тот же) Теудур, стал соправителем в Брихейниоге.
Он упоминается в Книге Лландава как Аугуст, отец Элгистила (Элвистла). Также там же упоминается Аугуст, король Брихейниога, с двумя сыновьями, Элвидом и Риваллоном. Они фигурируют в двух чартерах, в которых Ауст представлен, передавая некоторую собственность в Ллангорсте и в Лланурваете в руки церкви. Свидетелями являются епископ Эудогуи и др.. Венди Дэвис считает что это один и тот же Аугуст и датирует событие 685 годом. Но Святой Эуддогуи умер около 615 года. По мнению Питера Бартрума, Аугуст отец Элвистла и Аугуст отец Элвида и Риваллона - разные личности. Хью Томас предположил, что первый Ауст был сыном Кадугана. Второй, возможно, был сыном Райна Дремрида.
Ему наследовал на престоле, его сын Элвистл.